# 東方出版
東方出版株式会社（とうほうしゅっぱん）は、日本の出版社。

## 概要
- 1978年6月1日創立
- 本社：大阪市天王寺区逢坂2-3-2 リンクハウス天王寺ビル602号
- 従業員数：10名
- 主要ジャンル：

仏教全般／哲学・思想／インド学／歴史・民俗／社会／アジア／大阪・関西関係／写真集/芸術・芸能（古典芸能および上方芸能）

## 四天王寺書林
- 直営の書店を1997年、当時の本社があった大阪市天王寺区大道1-8-15　明治安田生命天王寺ビルの1階に開店。仏教関連の本を販売。
- 2009年1月4日、閉店。

## 経営状況
- 2008年10月20日 大阪地方裁判所に民事再生法適用の申請
- 2008年10月31日 民事再生手続開始（平成20年（再）第72号）
- 2009年 5月14日 再生計画への債権者の同意を得て再生計画の認可決定
- 2012年 6月18日 大阪地方裁判所 より再生手続き終結決定が出る

## 出版物をめぐるトラブル
- 同社が2008年に出版した『臨済録入門』（井上暉堂著）について、里道徳雄が著しNHK出版が刊行した『臨済録を学ぶ・禅の話』、及び同書の単行本化版である『臨済録禅の神髄』と内容が酷似しており盗用の疑いが高いとして、同社は2011年に絶版とし、回収を実施した[1]。